# Reinhard Spree
Pour les articles homonymes, voir Spree (homonymie).
Reinhard Spree, né le 19 octobre 1941 à Arnsdorf (Province de Silésie), est un historien allemand, étudiant l'histoire économique et sociale.

## Publications

### Monographies
- Die Wachstumszyklen der deutschen Wirtschaft von 1840 bis 1880. Berlin 1977.
- Wachstumstrends und Konjunkturzyklen in der deutschen Wirtschaft von 1820 bis 1913. Quantitativer Rahmen für eine Konjunkturgeschichte des 19. Jahrhunderts. Göttingen 1978.
- Soziale Ungleichheit vor Krankheit und Tod. Zur Sozialgeschichte des Gesundheitsbereichs im Deutschen Kaiserreich. Göttingen 1981.
- Health and Social Class in Imperial Germany. A Social History of Mortality, Morbidity and Inequality. Oxford u.a. 1988.
- Lange Wellen wirtschaftlicher Entwicklung in der Neuzeit. Historische Befunde, Erklärungen und Untersuchungsmethoden. Köln 1991
- Der Rückzug des Todes. Der Epidemiologische Übergang in Deutschland während des 19. und 20. Jahrhunderts. Konstanz 1992.
- Eine bürgerliche Karriere im deutschen Kaiserreich. Der Aufstieg des Advokaten Dr. jur. Hermann Ritter von Pemsel in Wirtschaftselite und Adel Bayerns. Aachen 2007.